# Mary's Harbour Airport
Mary's Harbour Airport (IATA: YMH, ICAO: CYMH) is een vliegveld in Newfoundland en Labrador, de oostelijkste provincie van Canada. Het vliegveld ligt aan de zuidrand van het dorp Mary's Harbour in het oosten van de regio Labrador. 
Het vliegveld heeft één landingsbaan bestaande uit een grindoppervlak met voorts zeer beperkte faciliteiten. De uitbater is de provincieoverheid van Newfoundland en Labrador.

## Bestemmingen
Onderstaande tabel toont de bestemmingen die een passagiersverbinding met Mary's Harbour hebben (2024).
| Maatschappij | Bestemmingen                       |
| ------------ | ---------------------------------- |
| PAL Airlines | Lourdes-de-Blanc-Sablon, St. Lewis |